# Kozan (stad)
Kozan (Turkse naam), vroegere naam Sis (Armeens: Սիս), is een stad in Adana (provincie), Turkije, op 68 kilometer ten noordoosten van Adana (stad). Kozan ligt in het noordelijke deel van de Çukurova-vlakte. Het is de hoofdstad van de ilçe (district) Kozan. De rivier Kilgen, een zijrivier van de Ceyhan, stroomt door Kozan en doorkruist de vlakte zuidwaarts om uit te monden in de Middellandse Zee. De Taurus (gebergte) rijst scherp op achter de stad.
Sis was de hoofdstad van het Armeense koninkrijk Cilicisch-Armenië. Het huidige Sis, dat nu Kozan Kalesi heet, werd gebouwd op een lange rotsachtige bergkam in het centrum van de moderne stad.
Het aantal inwoners van de stad Kozan is de laatste jaren snel gestegen, van 15.159 in 1960, over 54.451 in 1990, over 72.463 in 2007 tot 74.521 in 2009 (cijfers van volkstellingen).

## Galerij

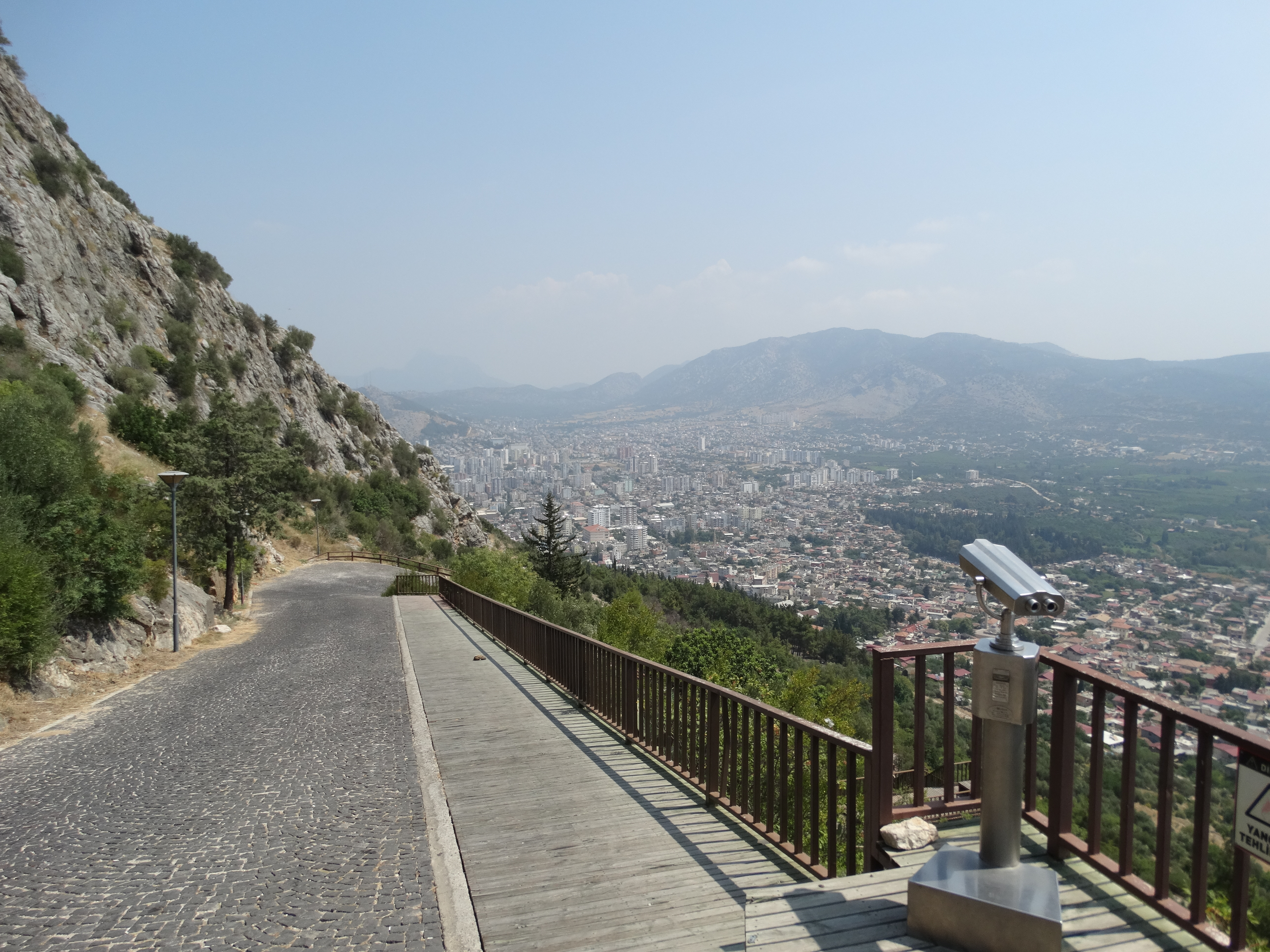
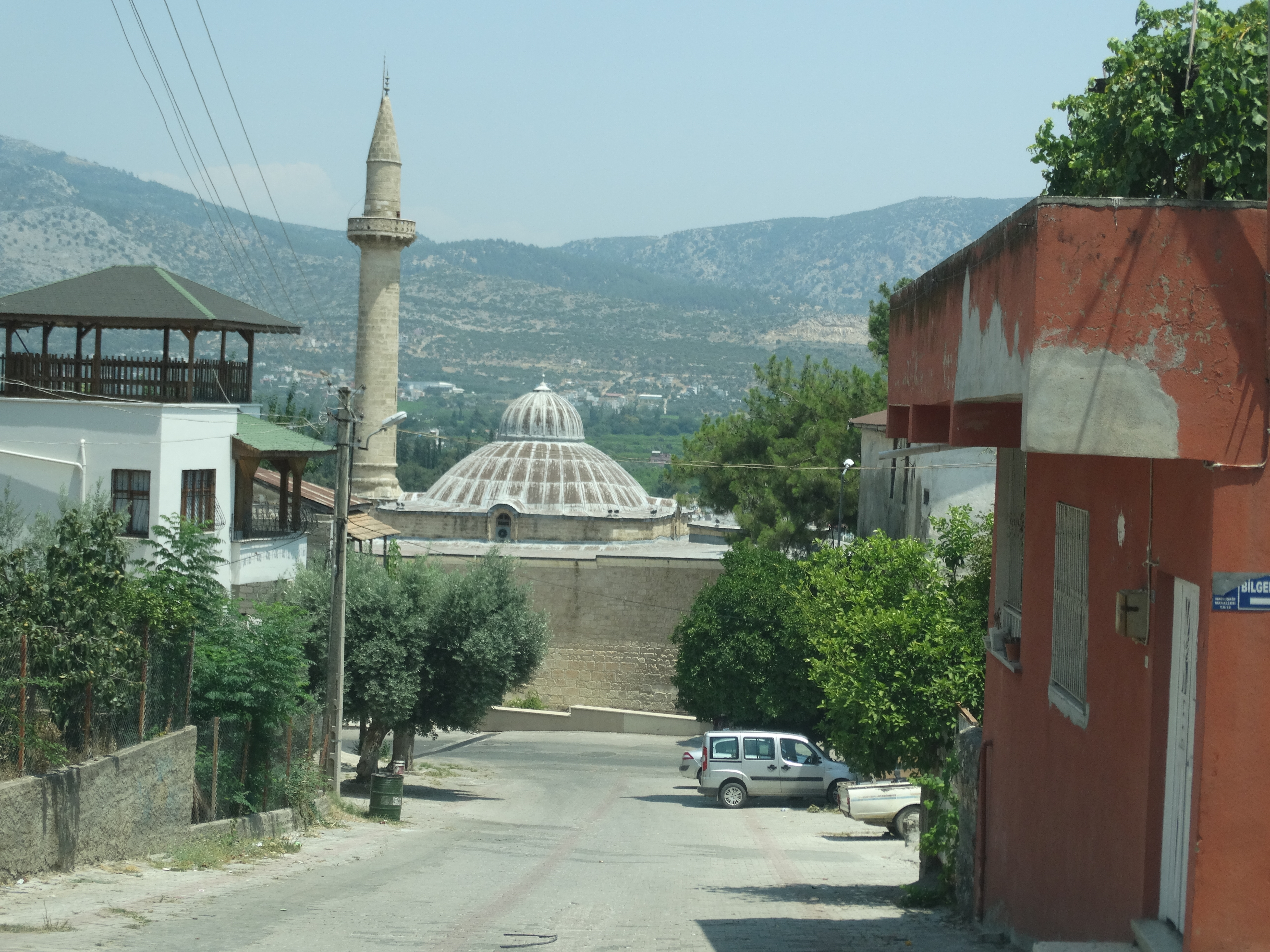
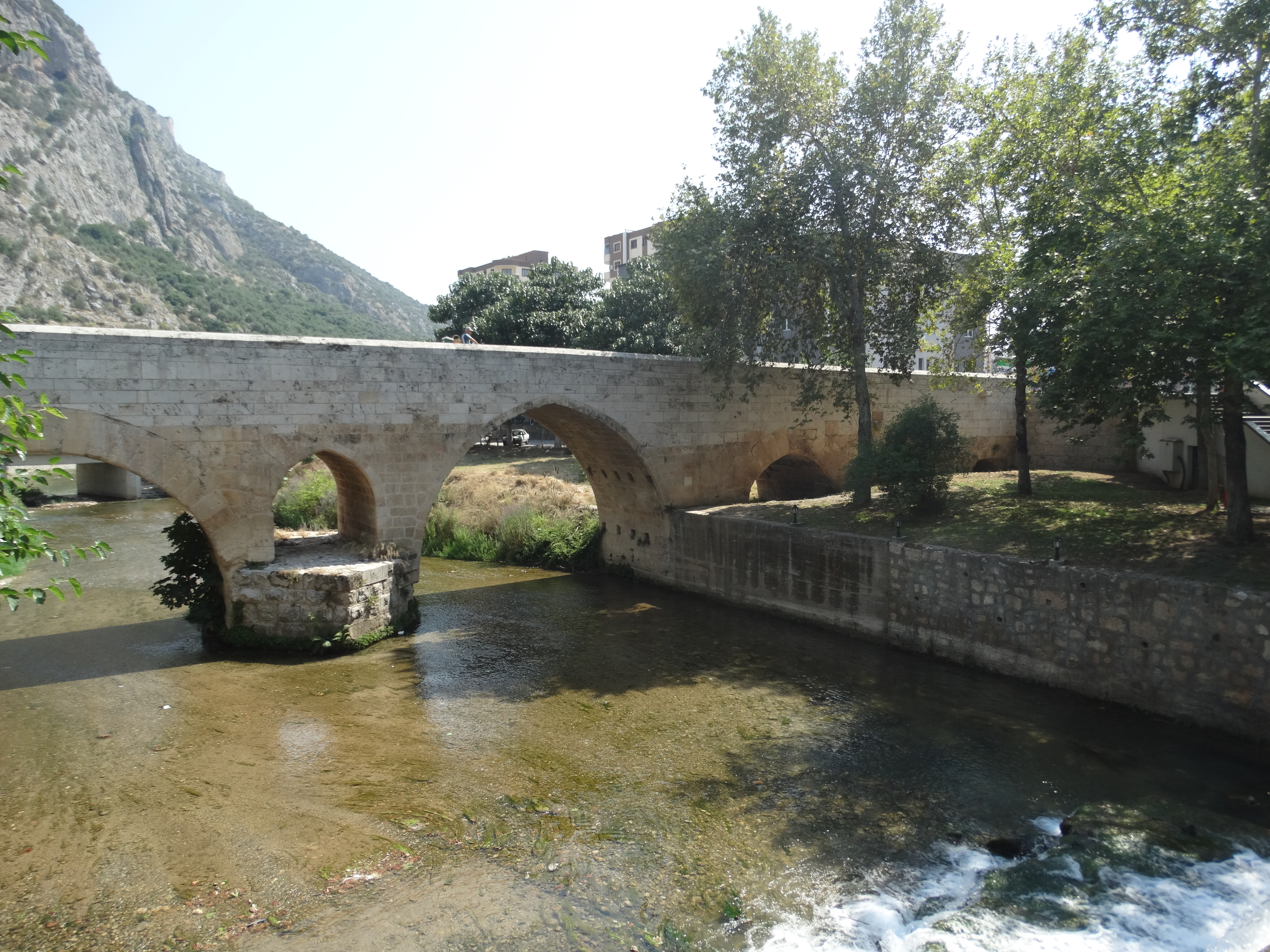
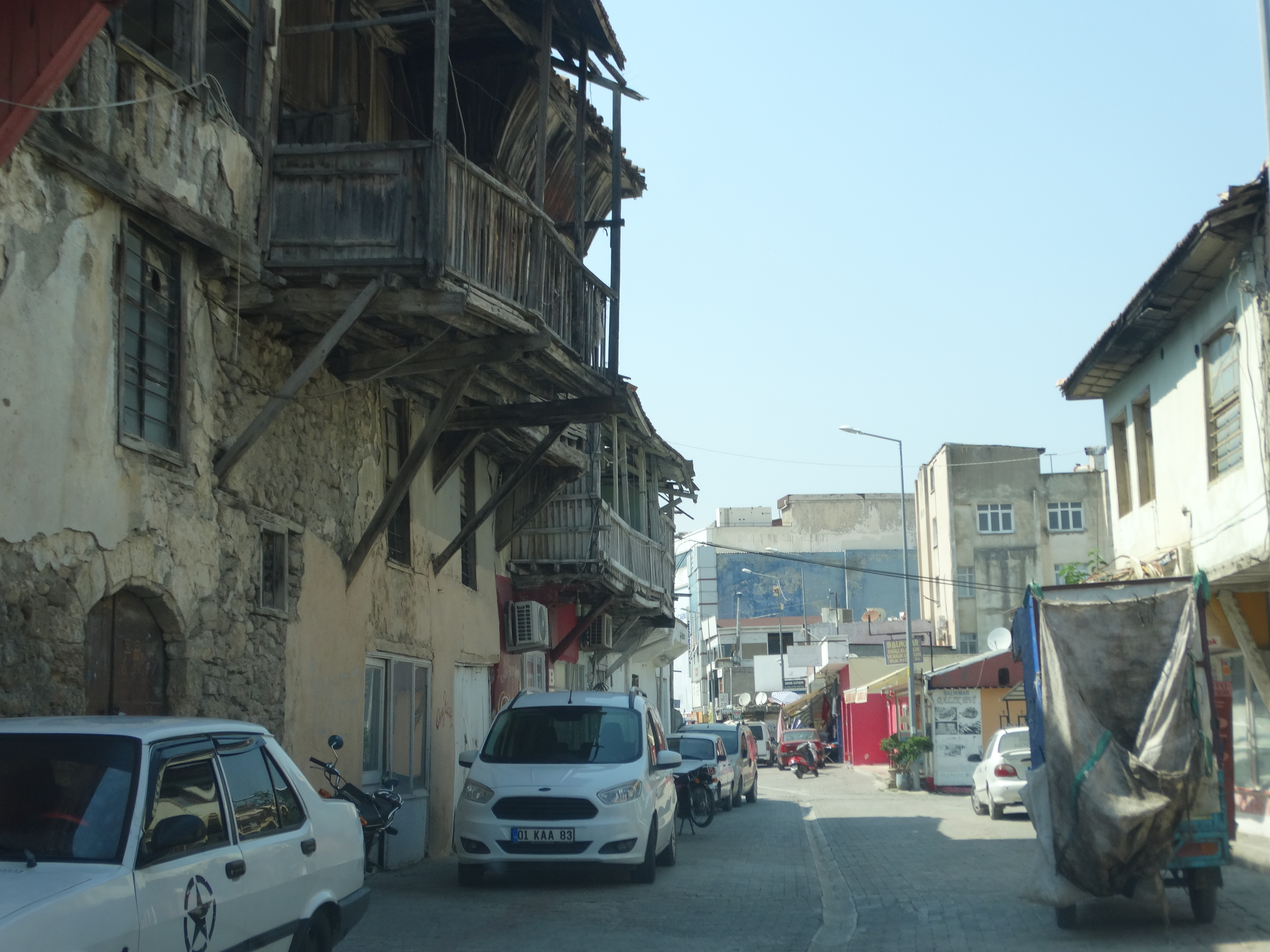
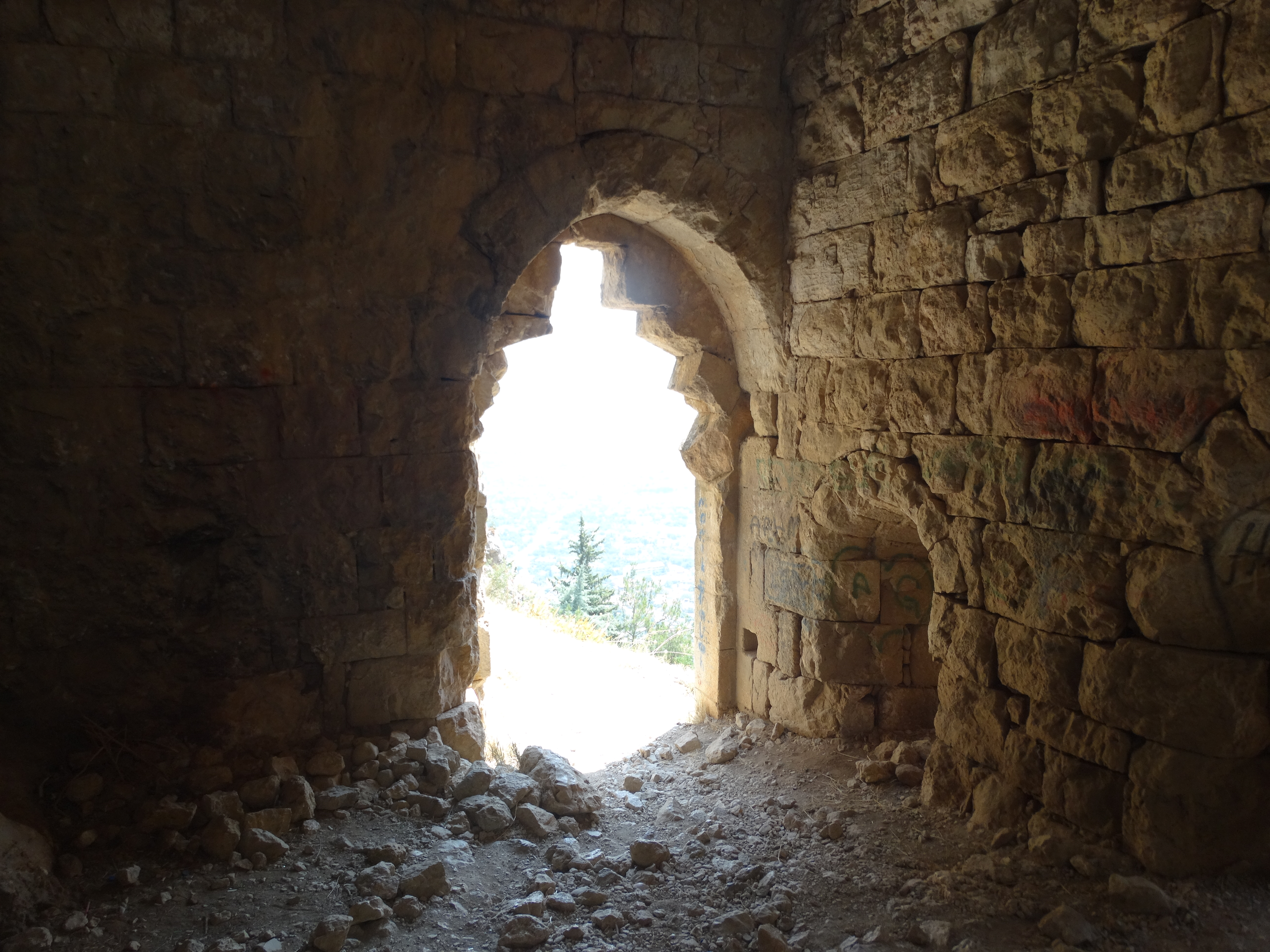
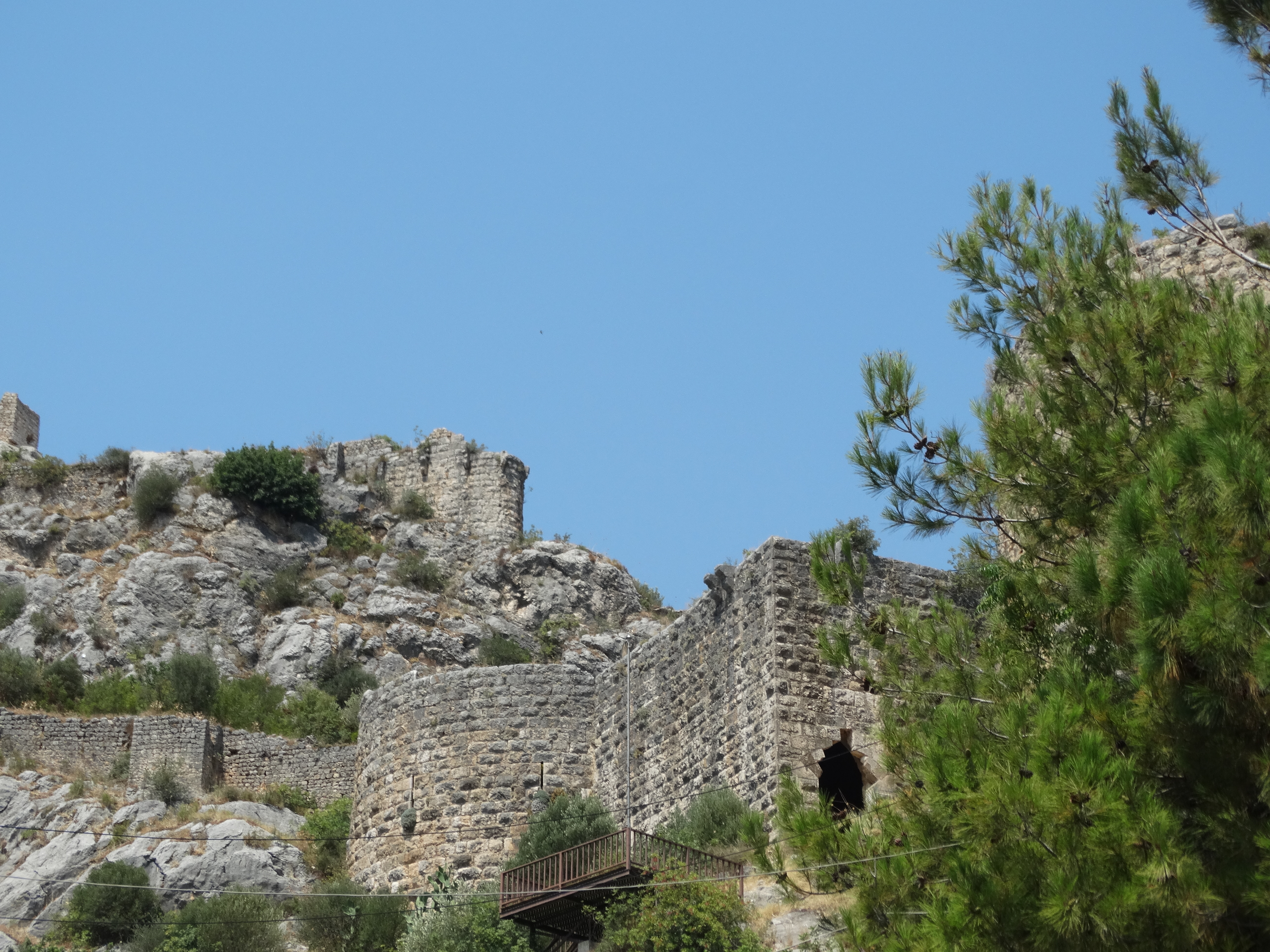
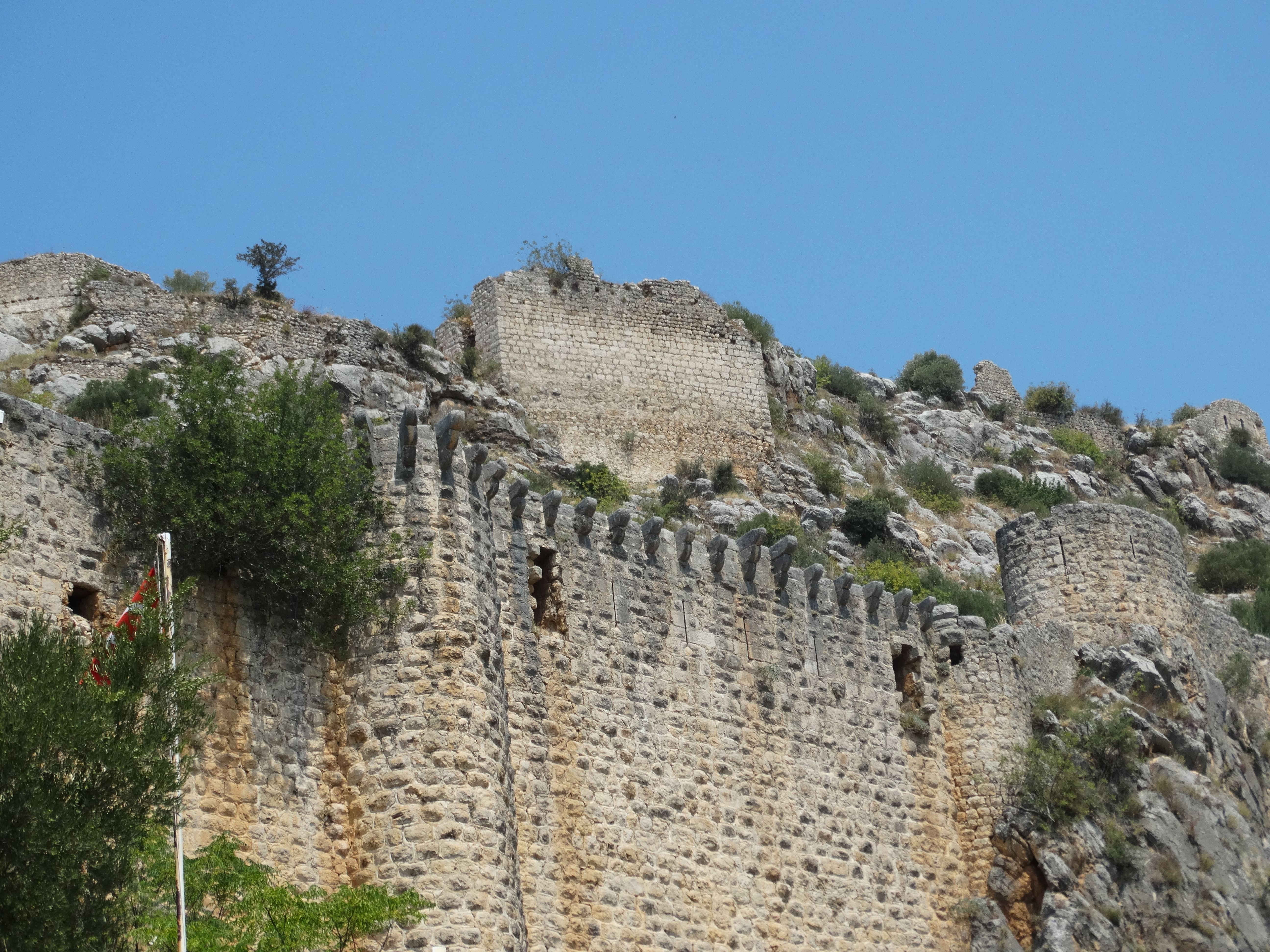